# Liste der Baudenkmäler in Stockum (Düsseldorf)
Die Liste der Baudenkmäler in Stockum (Düsseldorf) enthält die denkmalgeschützten Bauwerke auf dem Gebiet von Düsseldorf-Stockum, Stadtbezirk 5, in Nordrhein-Westfalen. Diese Baudenkmäler sind in der Denkmalliste der Stadt Düsseldorf eingetragen; Grundlage für die Aufnahme ist das Denkmalschutzgesetz Nordrhein-Westfalen (DSchG NRW).

## Baudenkmäler
| Bild           | Bezeichnung                                         | Lage                                | Beschreibung | Bauzeit   | Eingetragen seit  | Denkmal- nummer |
| -------------- | --------------------------------------------------- | ----------------------------------- | --- | --------- | ----------------- | --------------- |
| weitere Bilder | Blitzeschleuderer                                   | Heinz-Ingenstau-Straße o. Nr. Karte | Bildhauer Hubert Netzer                                                                                         | 1924–1925 | 13. Februar 2003  | A 1512          |
| weitere Bilder | Nordpark – Ausstellungshalle (Ballhaus)             | Kaiserswerther Straße 390 Karte     | Neoklassizistische „Nordpark-Gartenhalle“ zur Ausstellung Schaffendes Volk, Architekt Fritz Becker.             | 1938      | 28. Juni 1982     | A 166           |
| weitere Bilder | Nordpark – mit Maximilian-Weyhe-Haus und Skulpturen | Kaiserswerther Straße 390 Karte     | | 1937      | 13. März 1986     | A 972           |
| weitere Bilder | Nordpark – Sommerblumengarten                       | Kaiserswerther Straße 390 Karte     | Georg Penker und Ingeborg Pahlke gestalteten den Kakteen- und Sommerblumengarten im Stil der „Nierentischzeit“. | 1958      | 16. Dezember 1992 | A 1252          |
| weitere Bilder | Schnellenburg                                       | Rotterdamer Straße 120 Karte        | | 1925–1926 | 24. Juni 1985     | A 905           |
| weitere Bilder | Haus „Freude der Arbeit“                            | Stockumer Kirchstraße 46 Karte      | | 1937      | 20. August 1997   | A 1421          |
| weitere Bilder | Zu den Eichen 6, Ecke Böhmestraße 3                 | Zu den Eichen 6 Karte               | | 1928      | 17. November 1983 | A 464           |